# Cercapou
O Cercapou é uma obra de temática religiosa atribuída a Francesc Eiximenis e escrita em catalão no século XIV ou no século XV.

## Edição
Esta obra foi transcrita e editada pelo erudito italiano Giuseppe Edoardo Sansone entre 1957 e 1958.

## Determinação do autor
O erudito suíço Curt Wittlin foi quem determinou que este livro não foi escrito diretamente por Eiximenis, senão que se serviu de êle como fonte. Segundo Wittlin, o anónimo autor do Cercapou copiou mais ou menos literalmente pedaços da parte final do Llibre de les dones na seção final do seu livro. A parte que não é cópia de Eiximenis, seria cópia do anónimo Espill de consciència (Espelho de consciência).